# Maarschalk van Polen

Strepen van de maarschalk.

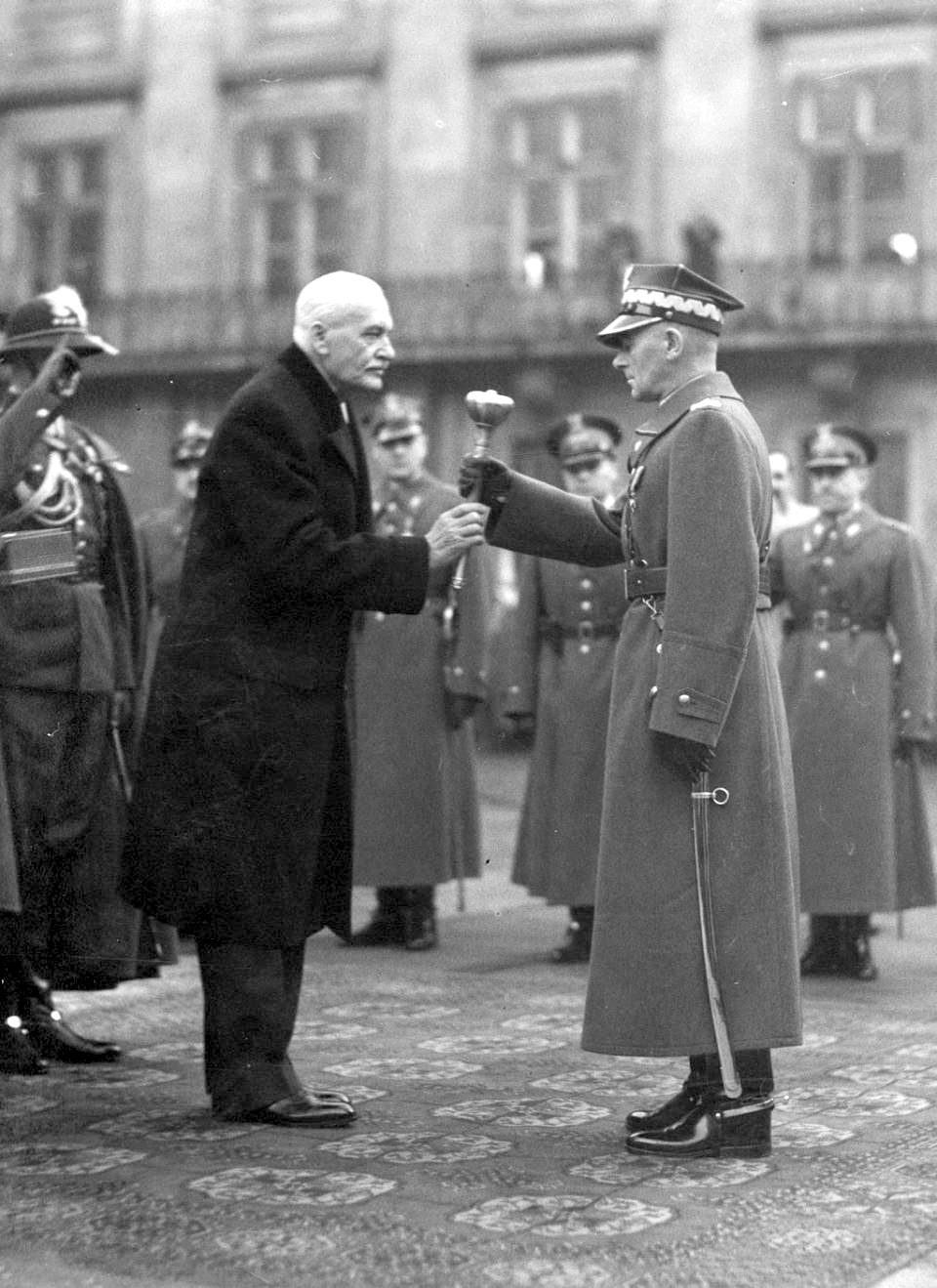
Rydz-Śmigły ontvangt op 10 november 1936 de buława van de Poolse president Ignacy Mościcki.

De Maarschalk van Polen (Pools: Marszałek Polski) is de hoogste rang in het Poolse leger. Tot nu toe zijn zes officieren ooit benoemd tot maarschalk.

## Geschiedenis
De volgende personen zijn in de functie van Maarschalk van Polen benoemd:
- 1920: Józef Piłsudski
- 1922: Ferdinand Foch, Frans generaal en opperbevelhebber tijdens de Eerste Wereldoorlog
- 1936: Edward Rydz-Śmigły
- 1945: Michał Rola-Żymierski
- 1949: Konstantin Rokossovski
- 1963: Marian Spychalski

In 1980 bedankte Wojciech Jaruzelski voor promotie naar Maarschalk van Polen.